# Alejandro González (tennisser)
Alejandro González (Medellín, 7 februari 1989) is een Colombiaanse tennisspeler. Hij heeft nog geen ATP-toernooi gewonnen. Wel deed hij mee aan Grand Slams. Hij heeft vier challengers in het enkelspel en vijf challengers in het dubbelspel op zijn naam staan.

## Palmares

### Palmares enkelspel
| Legenda                       | Legenda               |
| ----------------------------- | --------------------- |
| Grand Slam                    |                       |
| Olympische Spelen             |                       |
| tot 2009                      | vanaf 2009            |
| Tennis Masters Cup            | ATP Finals            |
| ATP Masters Series            | ATP Tour Masters 1000 |
| ATP International Series Gold | ATP Tour 500          |
| ATP International Series      | ATP Tour 250          |

| Nr.                  | Datum            | Toernooi  | Ondergrond | Tegenstander in finale | Score            |
| -------------------- | ---------------- | --------- | ---------- | ---------------------- | ---------------- |
| Gewonnen challengers |                  |           |            |                        |                  |
| 1.                   | 25 februari 2013 | Salinas   | Gravel     | Renzo Olivo            | 4-6, 6-3, 7-6(7) |
| 2.                   | 22 juli 2013     | Medellín  | Gravel     | Guido Andreozzi        | 6-4, 6-4         |
| 3.                   | 29 juli 2013     | São Paulo | Gravel     | Eduardo Schwank        | 6-2, 6-3         |
| 4.                   | 26 oktober 2014  | Córdoba   | Gravel     | Máximo González        | 7-5, 1-6, 6-3    |

### Palmares dubbelspel
| Nr.                              | Datum             | Toernooi    | Ondergrond | Partner               | Tegenstanders in finale                 | Score             |
| -------------------------------- | ----------------- | ----------- | ---------- | --------------------- | --------------------------------------- | ----------------- |
| Gewonnen challengers herendubbel |                   |             |            |                       |                                         |                   |
| 1.                               | 14 juli 2008      | Manta       | Hardcourt  | Eduardo Struvay       | Víctor Estrella Burgos Alejandro Fabbri | 7-5, 3-6, [10-7]  |
| 2.                               | 21 september 2009 | Bogota      | Gravel     | Alejandro Falla       | Diego Álvarez Sebastián Decoud          | 5-7, 6-4, [10-8]  |
| 3.                               | 3 juli 2012       | Panama-Stad | Gravel     | Julio César Campozano | Daniel Kosakowski Peter Polansky        | 6-4, 7-5          |
| 4.                               | 4 november 2013   | Bogota      | Gravel     | Juan Sebastián Cabal  | Nicolás Barrientos Eduardo Struvay      | 6-3, 6-2          |
| 5.                               | 7 augustus 2016   | Granby      | Hardcourt  | Guilherme Clezar      | Saketh Myneni Sanam Singh               | 3-6, 6-1, [12-10] |

## Prestatietabellen
| Legenda | Legenda                          |
| ------- | -------------------------------- |
| g.t.    | geen toernooi gehouden           |
| l.c.    | lagere categorie                 |
| –       | niet deelgenomen                 |
| G       | uitgeschakeld in de groepsfase   |
| 1R      | uitgeschakeld in de eerste ronde |
| 2R      | uitgeschakeld in de tweede ronde |
| 3R      | uitgeschakeld in de derde ronde  |
| 4R      | uitgeschakeld in de vierde ronde |
| KF      | uitgeschakeld in de kwartfinale  |
| HF      | uitgeschakeld in de halve finale |
| F       | de finale verloren               |
| W       | het toernooi gewonnen            |
| w-v     | winst/verlies-balans             |

### Prestatietabel enkelspel
| Grandslamtoernooien   |      |      |     |
| Australian Open       | 1R   | 2R   | –   |
| Roland Garros         | 2R   | –    | –   |
| Wimbledon             | 1R   | –    | –   |
| US Open               | 2R   | 1R   | –   |
| ATP World Tour Finals |      |      |     |
| ATP World Tour Finals | –    | –    | –   |
| ATP Masters 1000      |      |      |     |
| Indian Wells          | 3R   | –    | –   |
| Miami                 | 2R   | –    | 1R  |
| Monte Carlo           | –    | –    | –   |
| Madrid                | –    | 1R   | –   |
| Rome                  | 1R   | –    | –   |
| Montreal/Toronto      | –    | –    | 1R  |
| Cincinnati            | –    | –    | –   |
| Shanghai              | –    | –    | –   |
| Parijs                | –    | –    | –   |
| Olympische Spelen     |      |      |     |
| Olympische Spelen     | g.t. | g.t. | –   |
| Statistieken          |      |      |     |
| Totaal aantal titels  | 0    | 0    | 0   |
| Eindejaarsranking     | 92   | 142  | 222 |

### Prestatietabel (Grand Slam) dubbelspel
| Grandslamtoernooien   |      |
| Australian Open       | 1R   |
| Roland Garros         | 1R   |
| Wimbledon             | 1R   |
| US Open               | –    |
| ATP World Tour Finals |      |
| ATP World Tour Finals | –    |
| ATP Masters 1000      |      |
| Nog geen deelname     |      |
| Olympische Spelen     |      |
| Olympische Spelen     | g.t. |
| Statistieken          |      |
| Totaal aantal titels  | 0    |
| Eindejaarsranking     | 414  |